# Nersingen
Nersingen là một đô thị ở huyện Neu-Ulm bang Bayern thuộc nước Đức.